# Champotón
Champotón – miasto w Meksyku, w stanie Campeche, leżące na półwyspie Jukatan, nad Zatoką Meksykańską. Miasto znajduje się około 60 km na południe od Campeche, w miejscu gdzie rzeka Champotón wypływa do morza. Przed podbojem hiszpańskim miasto było ośrodkiem cywilizacji Majów i nazywano je Chakanputun lub Chanputun.

## Gmina Champotón

Położenie gminy Champotón na mapie stanu Campeche

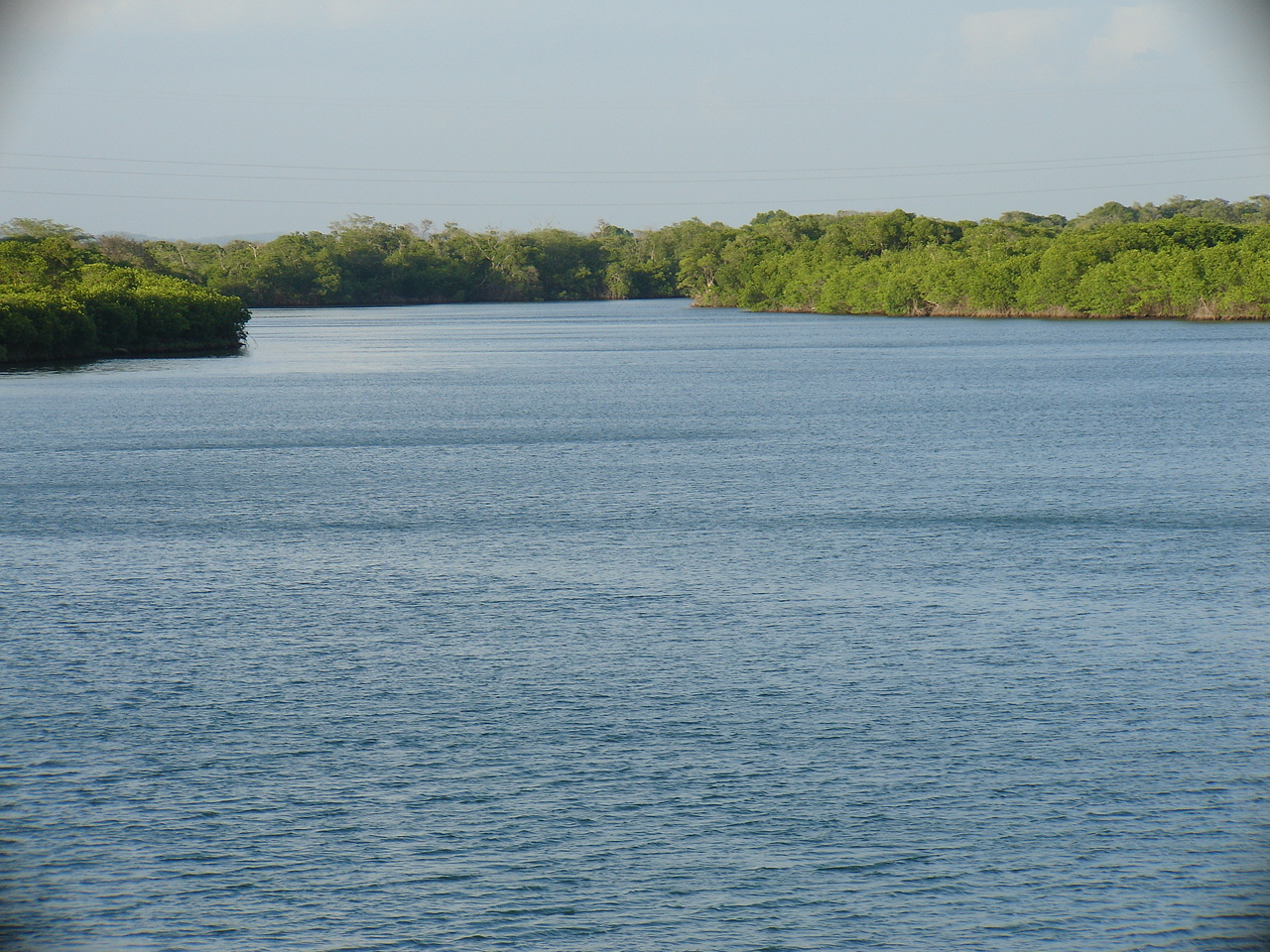
Rzeka Champotón niedaleko ujścia do Zatoki Meksykańskiej

Miasto jest siedzibą władz gminy Champotón, jednej z 11 gmin w stanie Campeche. Według spisu z 2010 roku ludność gminy liczyła 83 021 mieszkańców. Gmina zajmując 6088,28 km² jest drugą pod względem powierzchni w stanie Campeche. Ma charakter równinny, a najwyższe wzniesienia na północy nie przekraczają wysokości 300 m n.p.m.
Gminę utworzono w 1915 roku decyzją gubernatora stanu Campeche. Ludność gminy jest zatrudniona według ważności w następujących gałęziach: rolnictwie, hodowli, rybołówstwie, pszczelnictwie, przemyśle i usługach turystycznych.
Najczęściej uprawia się kukurydzę, ryż, sorgo, fasolę, paprykę Jalapeño, arbuzy, trzcinę cukrową a także wiele gatunków sadowniczych m.in. mango, avokado, pomarańcze i bananowce.
Linia brzegowa w gminie Champotón wynosi 124 km, co sprawia iż rybołówstwo jest ważna gałęzią aktywności ekonomicznej. Największym źródłem przychodów są połowy skorupiaków (homary, langusty, kraby) a także rekiny i żarłacze.